# Nikólaos Skiathitis
Nikólaos Skiathitis –en griego, Νικόλαος Σκιαθίτης– (Volos, 11 de septiembre de 1981) es un deportista griego que compitió en remo.
Participó en los Juegos Olímpicos de Atenas 2004, obteniendo una medalla de bronce en la prueba de doble scull ligero. Ganó una medalla de plata en el Campeonato Mundial de Remo de 2001, en la prueba de cuatro scull ligero.

## Palmarés internacional
| Juegos Olímpicos   | Juegos Olímpicos | Juegos Olímpicos  | Juegos Olímpicos    |
| Año                | Lugar            | Medalla           | Prueba              |
| ------------------ | ---------------- | ----------------- | ------------------- |
| 2004               | Atenas (Grecia)  | Medalla de bronce | Doble scull ligero  |
| Campeonato Mundial |                  |                   |                     |
| Año                | Lugar            | Medalla           | Prueba              |
| 2001               | Lucerna (Suiza)  | Medalla de plata  | Cuatro scull ligero |